# Cernica (Ilfov)
Pour les articles homonymes, voir Cernica.
Cernica est une commune du județ d'Ilfov en Roumanie.